# 평택시흥고속도로
평택시흥고속도로(平澤始興高速道路, 고속국도 제153호선)는 경기도 평택시를 기점으로, 시흥시를 종점으로 하는 대한민국의 고속도로이며 서해안고속도로의 지선이다. 총 연장은 39.39km로 서해안고속도로의 서평택 분기점 ~ 안산 분기점 구간과 영동고속도로의 서창 분기점 ~ 안산 분기점 구간의 혼잡 완화를 목적으로 건설한 민간투자고속도로이다.
국고 1조 1,630억원을 투입해 2008년 3월 31일에 착공하여 2013년 3월 28일에 개통하였다. 이 구간의 요금은 소형차 기준 3,100원으로, 이는 경부고속도로를 42km가량 주행할 경우 발생하는 요금의 1.1배 수준이며 1km당 요금이 72.8원이다. 또한 향후 3 ~ 4년 동안 고속도로 통행료가 인상하지 않았으며 이 기간 동안 전 구간 통행료를 3,100원으로 동결하였다. 또한 2015년 5월 1일부터 평택시흥고속도로 전 구간 통행료를 기존 3,100원에서 현행 2,900원으로 통행료 200원을 인하하였다. 그리고 이 도로는 다른 민간투자고속도로 사업들과 달리 대한민국 정부가 최소 운영 수입(MRG, Minimum Revenue Guarantee)을 보장하지 않는 최초의 민간투자고속도로 사업이다. 이 민간투자고속도로 사업을 계기로 현재 운영 중이거나 공사중인 다른 민간투자고속도로 노선과 민자사업의 철도 및 지하철에서도 최소 운영 수입을 보장하지 않는 제도를 확대 적용하게 되었거나 적용할 예정이며  특히 2013년 10월 23일 서울 지하철 9호선의  사업 재구조화 변경실시협약을 통하여 최소 운영 수입 보장제도를 폐지하게 되었다.

## 역사
- 2005년 9월 : 평택시흥고속도로 사업 제안서 제출
- 2005년 11월 : 우선 협상 대상자 선정
- 2007년 7월 : 실시 협약 체결 및 사업자 선정
- 2007년 9월 : 환경, 교통 영향 평가
- 2008년 1월 3일 : 경기도 평택시 청북면 ~ 경기도 시흥시 구간을 고속국도 제153호선 평택시흥고속도로(평택 ~ 시흥선)로 지정[5]
- 2008년 3월 28일 : 평택시흥고속도로 민간 투자사업 실시계획 승인 및 경기도 평택시 청북면 고잔리 ~ 시흥시 월곶동 42.6km 구간 도로구역 결정[6]
- 2008년 3월 31일 : 서평택 분기점 - 군자 분기점 전 구간 (39.39 km) 착공
- 2010년 1월 : 금융 약정 체결
- 2010년 12월 28일 : 도로명주소에 서평택 분기점부터 군자 분기점까지 42.6km 구간을 평택시흥고속도로로 고시[7]
- 2013년 1월 13일 : 정왕 요금소가 서시흥 요금소로 명칭 변경[8]
- 2013년 3월 17일 : 《개통 기념 2013 새 희망 자전거 대행진》 대회 개최[9]
- 2013년 3월 24일 : 《개통 기념 새 희망 국제 마라톤》 대회 개최[10][11]
- 2013년 3월 28일 : 서평택 분기점 ~ 군자 분기점 42.6km 전 구간 개통[12][13]
- 2013년 4월 : 송산휴게소가 송산포도휴게소로 명칭 변경[14]
- 2015년 3월 27일 : 국토교통부고시로 기점을 '경기도 평택시 청북면 고잔리', 종점을 '경기도 시흥시 거모동'으로 명시[15]
- 2015년 5월 1일 : 전 구간 통행료 기존 3,100원에서 현행 2,900원으로 통행료 200원 인하.[16][17]
- 2016년 11월 11일 : 원톨링 시스템 도입으로 장안 요금소 폐쇄
- 2019년 10월 4일 : 2020년 5월까지 경기도 화성시 장안면 독정리에 독정졸음쉼터 설치 공사를 위해 경기도 평택시 청북면 고잔리 ~ 시흥시 월곶동 42.6km 구간 도로구역 변경[18]
- 2020년 7월 14일 : 독정졸음쉼터 설치 공사 기간을 2021년 6월까지로 연장[19]
- 2021년 4월 28일 : 마도 분기점 개통
- 2021년 9월 7일 : 마도 분기점 ~ 시화 분기점 구간이 수도권제2순환고속도로와 중복 지정[20]

## 구성
- 총연장 : 39.39km
- 차로 수
  - 서평택 분기점 ~ 남안산 나들목 (36.12km) : 왕복 4차로 (편도 2차로)
  - 남안산 나들목 ~ 군자 분기점 (3.27km) : 왕복 6차로 (편도 3차로)
- 최고속도 : 서시흥 요금소 ~ 군자 분기점 구간 제한 최고 속도 80km/h, 이외 구간 최고 100km/h

### 교량
- 홍원1교
- 독정3리천교
- 장안교
- 정든교
- 독정천교
- 대남교
- 수촌1교
- 금의1교
- 금의2교
- 주곡1교
- 주곡2교
- 주곡3교
- 화옹교
- 화성교
- 남양교
- 장덕교
- 마도교
- 상현교
- 청원교
- 석교교
- 슬항1교
- 슬항2교
- 봉가천교
- 봉가교
- 문산천교
- 용포1교
- 용포교
- 용포2교
- 용포3교
- 용수교
- 송산1교
- 송산2교
- 고정1교
- 고정2교
- 고정3교
- 음섬1교
- 음섬2교
- 시화대교
- 신길천교
- 중앙교
- 만해2교
- 능길교
- 신길교
- 거모5교
- 거모6교
- 월곶4교

## 나들목 · 분기점
- 여기서 숫자는 진출입교차점 (IC 및 JC) 번호를 말하고, TG는 요금소 (Tollgate), SA는 휴게소 (Service Area)를 뜻한다.
- 거리의 단위는 km이다.
- 중첩 구간은 번호란의 배경색을 참조.
  - 연한 파란색(■): 수도권제2순환고속도로 중첩 구간

| 번호                         | 이름                         | 로마자 이름                  | 구간 거리                    | 누적 거리                    | 접속 노선 | 소재지                       | 소재지                       | 비고                                                 |
| 40호선 평택제천고속도로 직결 | 40호선 평택제천고속도로 직결 | 40호선 평택제천고속도로 직결 | 40호선 평택제천고속도로 직결 | 40호선 평택제천고속도로 직결 | 40호선 평택제천고속도로 직결 | 40호선 평택제천고속도로 직결 | 40호선 평택제천고속도로 직결 | 40호선 평택제천고속도로 직결                         |
| ---------------------------- | ---------------------------- | ---------------------------- | ---------------------------- | ---------------------------- | --- | ---------------------------- | ---------------------------- | ---------------------------------------------------- |
|                              | 서평택기점                   |                              | -                            | 0.00                         | | 경기도                       | 평택시                       |                                                      |
| 1                            | 서평택 분기점                | W.Pyeongtaek JC              | 0.80                         | 0.80                         | 15호선 서해안고속도로 40호선 평택제천고속도로                                                                                          | 경기도                       | 평택시                       | 평택방향의 경우 서해안고속도로(서울방향) 진출 불가능 |
| 2                            | 조암                         | Joam                         | 10.18                        | 10.98                        | 국도 제77호선 (쌍봉로·포승향남로) 국도 제82호선 (포승향남로) 국가지원지방도 제82호선 (포승향남로) 지방도 제310호선 (버들로)            | 경기도                       | 화성시                       |                                                      |
| 2-1                          | 마도 분기점                  | Mado JC                      |                              |                              | 400호선 수도권제2순환고속도로 | 경기도                       | 화성시                       |                                                      |
| 3                            | 송산마도                     | Songsan-Mado                 | 11.32                        | 22.30                        | 지방도 제305호선 (사강로·송산로·화성로) 지방도 제322호선 (화성로)                                                                      | 경기도                       | 화성시                       |                                                      |
| SA                           | 송산포도휴게소               | Songsan Podo SA              |                              |                              | | 경기도                       | 화성시                       | 양방향 통합형                                        |
| 4-1                          | 남안산 분기점                | S.Ansan Junction             |                              |                              | 400호선 수도권제2순환고속도로 | 경기도                       | 안산시                       |                                                      |
| 4                            | 남안산                       | S.Ansan                      | 13.82                        | 36.12                        | 국도 제39호선 (중앙대로·산단로) 국도 제77호선 (별망로) 국가지원지방도 제84호선 (별망로) 국가지원지방도 제98호선 (별망로) 능길로·해봉로 | 경기도                       | 안산시                       |                                                      |
| TG                           | 서시흥 요금소                | W.Siheung TG                 | 2.66                         | 38.78                        | | 경기도                       | 시흥시                       | 본선요금소                                           |
| 5                            | 군자 분기점                  | Gunja JC                     | 0.61                         | 39.39                        | 50호선 영동고속도로 | 경기도                       | 시흥시                       | 시흥방향의 경우 영동고속도로(강릉방향) 진출 불가능   |
| 50호선 영동고속도로 직결     |                              |                              |                              |                              | |                              |                              |                                                      |

## 주요 통과지
경기도
- 평택시 청북읍 - 화성시 (장안면 - 우정읍 - 남양읍 - 마도면 - 송산면) - 안산시 단원구 (성곡동 - 신길동) - 시흥시 (죽율동 - 거모동)

## 구간 과속 단속
- 조암 나들목 ~ 송산마도 나들목 (시흥 방향 8.0km 구간, 2014년 2월 17일부터 시행)[22][23]

## 사건 및 사고
- 2013년 7월 4일 오후 13시 55분 경 평택 방면 송산포도 휴게소 부근에서 5톤 탱크로리 차량 고장으로 인하여 폐질산 희석액 3,600L (15 ∼ 20%)가 누출되는 사고가 발생하였다. 이 사고로 경찰과 소방, 51사단 화생방 지원대, 관계기관 등이 긴급 출동해 중화작업을 벌였다. 또한 사고 현장으로 접근하던 제2서해안고속도로 직원 1명이 구토 증세를 보여 수원시 아주대학교병원으로 옮겨졌다.[24][25]

## 사진

서평택 분기점 ~ 구 장안 요금소 구간
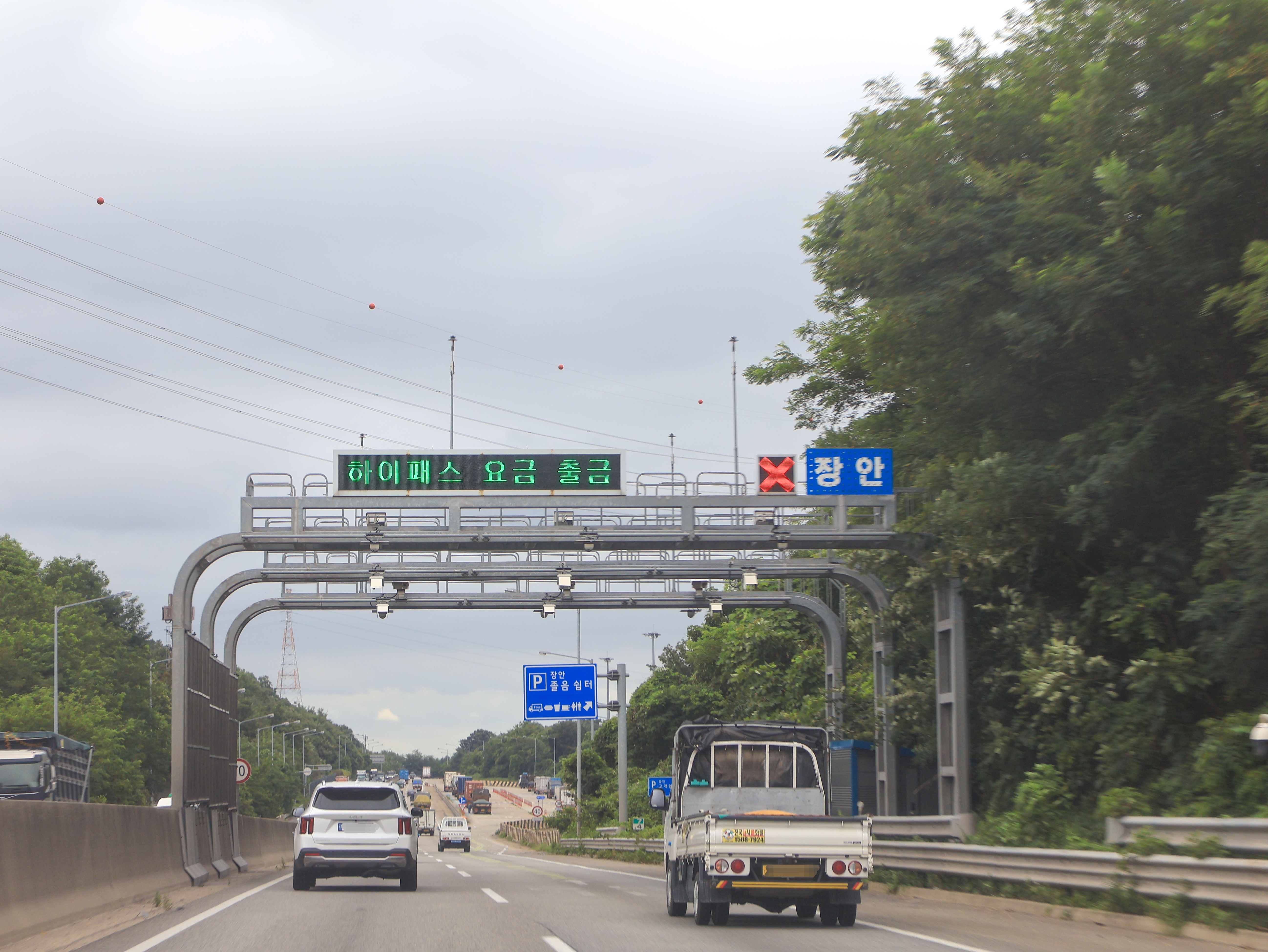
장안 요금소
송산포도휴게소 ~ 송산마도 나들목 구간
송산포도휴게소
시화대교
남안산 나들목 표지. 특이하게도 행선지를 시화공단과 반월공단이 아닌 시흥스마트허브와 안산스마트허브로 표기하였다.
서시흥 요금소
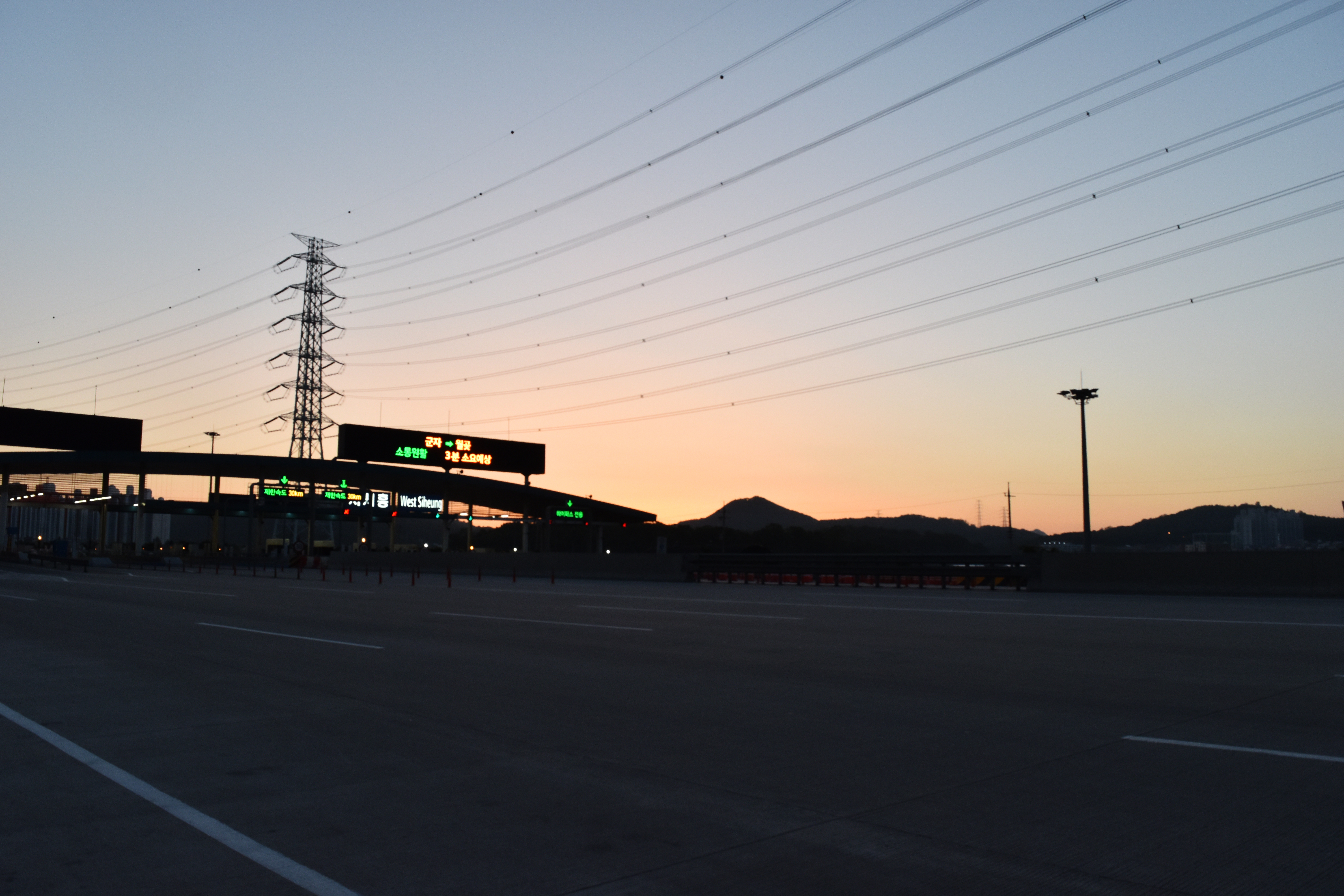
해 뜰 무렵의 서시흥 요금소
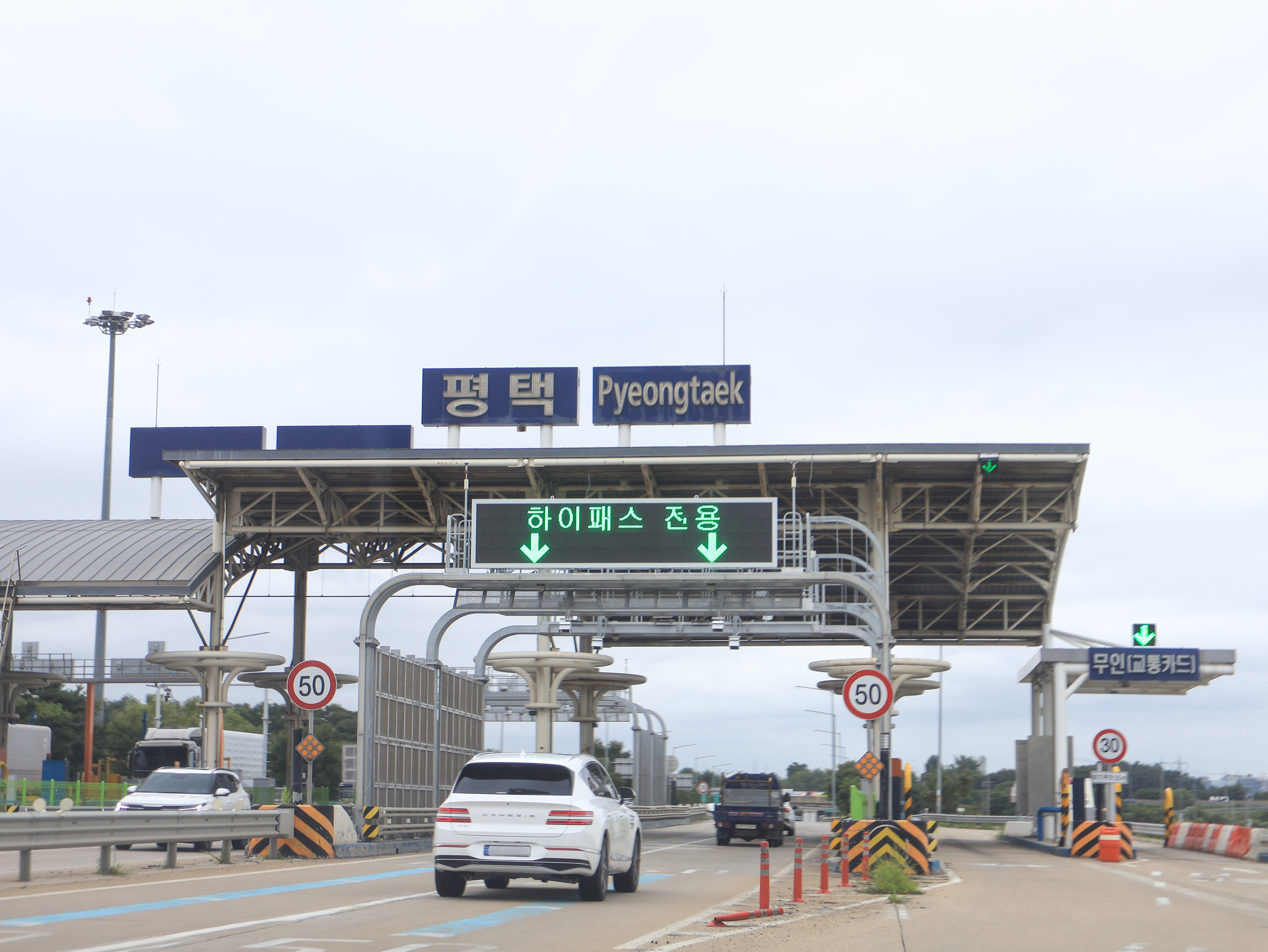
평택 분기점

## 같이 보기
- 제2서해안고속도로 (기업)